# Joan Roca Vinent

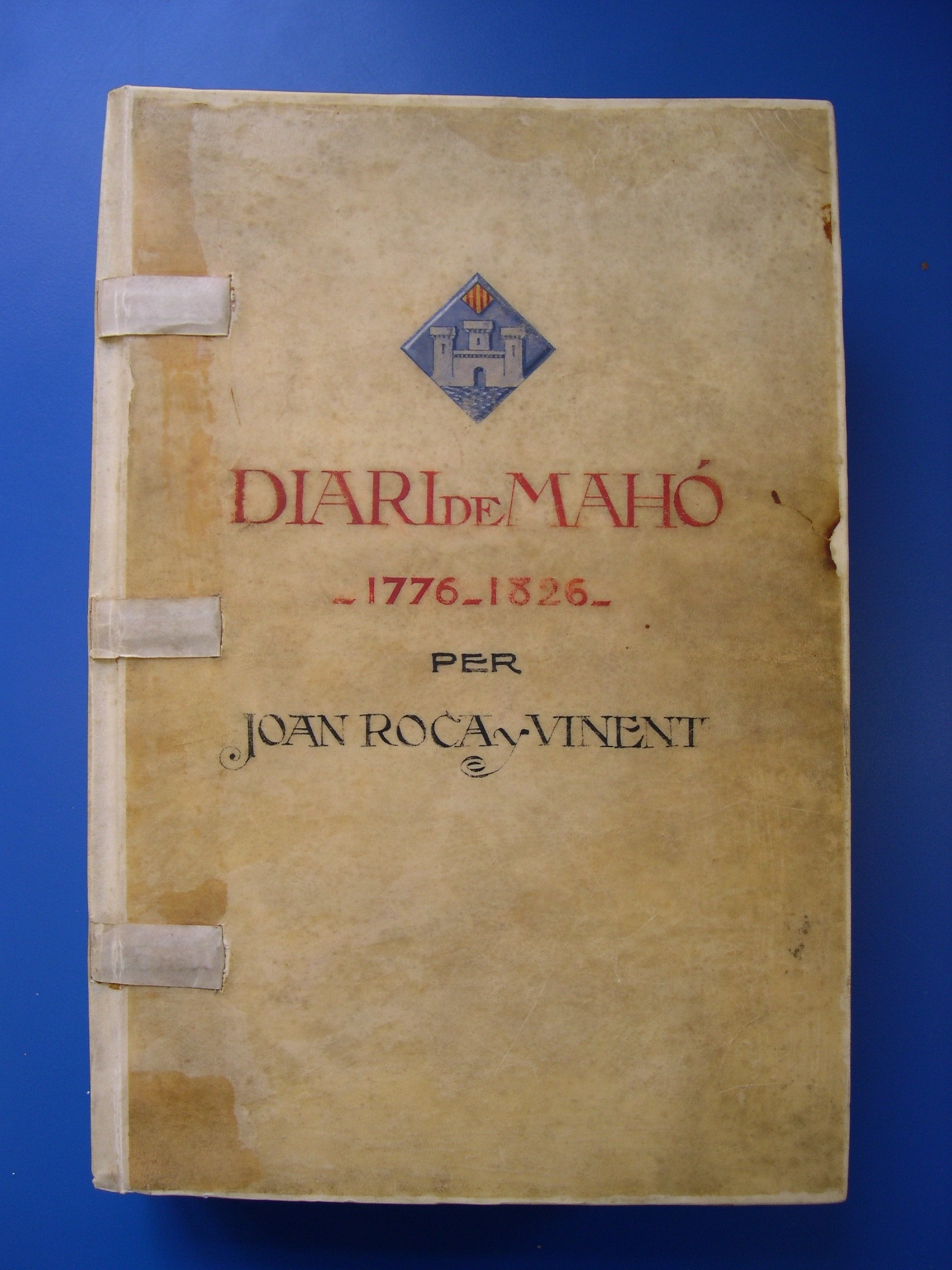
Diari de Mahó (1776-1826)

Joan Roca Vinent   (Maó, 1747 - Maó, 1826) Fou un capità de la marina mercant i autor del cronicó Diari de Mahó (1776 - 1826).

## Biografia
Novè fill d'una família benestant de mariners mercants a la Menorca il·lustrada del segle xviii, va ser Capità de la Marina Mercant. Visqué l'època de les dominacions angleses, franceses i espanyoles gràcies a les quals Menorca i els seus habitants prosperaren enormement tant pel que fa a l'economia com culturalment parlant.
Fent ús del bagatge cultural que li ofereix la situació històrica de la seva ciutat decideix de ben prest emprendre l'escriptura del que més tard serà el cronicó Diari de Mahó (1776 - 1826) també conegut com a Diari Roca. Es tracta d'un manuscrit en el qual el Capità Roca recull amb gran detall i durant 50 anys tota l'activitat naviliera i mercant del port de Maó, la meteorologia de l'illa mediterrània, els esdeveniments polítics, socials i culturals, i una infinitat d'anècdotes escrites del seu puny i lletra. D'aquesta manera, el diari del Capità Roca es converteix en l'única font d'informació escrita que existeix de la Menorca de les dominacions. Aquest increïble testimoni escrit es conserva en el fons històric de l'Arxiu Històric de Maó des del 1926, any en què l'Ajuntament de Maó l'adquireix de la família Roca per una suma de 1.500 pessetes. Hi ha disponible una còpia digital d'aquest document al lloc web de l'issuu indicat, el qual l'arxiu i biblioteca de Maó empra per anar penjant-hi el contingut dels seus fons més interessants.
Contemporani de Joan Ramis i Ramis, junts van fundar la Societat Maonesa de Cultura amb seu a la casa de Ramis on cada setmana s'hi reunien els disset membres per fer sessions de cultura. Els temes preferentment tractats a la Societat feien referència a les ciències naturals i a les ciències humanes i es llegien traduccions, entre altres de Voltaire, Wieland i Young. El Capità Roca, gràcies als seus viatges arreu d'Europa, fou l'encarregat d'anar comprant els llibres de la magnífica biblioteca que anà forjant la societat durant anys. D'acord amb el Tractat d'Utrecht, després de la Guerra de Successió, Menorca passà a dependre de la Corona Britànica fins a l'any 1802 en què l'illa tornà en mans de la Corona Espanyola. A partir de llavors s'aplicà a Menorca el Decret de Nova Planta com a la resta de Països Catalans i per aquest motiu la Societat Maonesa de Cultura desaparegué sense més.